# Ahmose (Vương triều thứ 18)
| iaH · ms · s |

| iaH · ms · s |

Ahmose ("Đứa trẻ của Mặt trăng") là một hoàng tử Ai Cập cổ đại và Tư tế tối cao của Re dưới thời vương triều thứ 18.

## Cuộc đời
Ahmose có thể là một người con của Pharaon Amenhotep II. Ông giữ chức vụ là Tư tế tối cao của Re ở Heliopolis dưới triều đại của người anh trai Thutmose IV. Một tấm bia của ông, mà ban đầu có lẽ được dựng ở Heliopolis, ngày nay nằm tại Berlin, bức tượng bị vỡ của ông (có lẽ đến từ Koptos) nằm tại Cairo.